# 安德魯·布瑞格
安德魯·布瑞格（英語：Andre Braugher，/ˈbraʊ.ər/，1962年7月1日—2023年12月11日）是一位美國男演員，出生於伊利諾州芝加哥，現居於紐澤西州南奧蘭治。他於1984年在史丹佛大學取得劇場藝術文學士學位，并於1988年從茱莉亞學院戲劇部獲得藝術創作碩士學位。2023年12月11日，布勞爾因肺癌病逝，享壽61歲。

## 影視作品
布劳尔出演的知名電視劇形象包括：全國廣播公司警匪刑偵調查劇集《情理法的春天》中的弗蘭克·彭伯頓警探，特納電視網喜劇《人到中年》中的小歐文·梭羅，FX驚悚犯罪迷你劇集《盜賊》中的尼克·阿特沃特，以及福克斯情景喜劇《荒唐分局》中的雷蒙德·霍爾特警監。此外他亦曾常規出演或客串多部知名劇集，包括《法律與秩序》《法網豪情》《豪斯醫生》《法律與秩序：特殊受害者》和《破釜沉舟》等等。
電影方面，布劳尔曾出演《一級恐懼》、《黑洞頻率》、《海神號》、《驚奇4超人：銀色衝浪手現身》、《迷霧驚魂》、《乘客》、《超人/蝙蝠俠：啓示錄》和《特務間諜》等等流行影片。

## 獎項提名
布劳尔憑其在《情理法的春天》中的表演榮獲1995年優質電視觀眾劇情類最佳男演員、1997年和1998年兩屆電視評論家協會獎戲劇類個人成就獎以及1998年黃金時段艾美獎劇情類最佳男主角，亦憑《盜賊》榮獲2006年黃金時段艾美獎迷你劇集或電視電影最佳男主角，更憑《荒唐分局》榮獲2014年和2016年兩屆評論家選擇電視獎喜劇類最佳男配角。

## 外部連結
- 安德魯·布瑞格在互联网电影资料库（IMDb）上的資料（英文）
- 在AllMovie上安德魯·布瑞格的頁面（英文）